# كارل جوستاف موساندر
كارل جوستاف موساندر (بالسويدية: Carl Gustaf Mosander)‏ هو عالم كيميائي سويدي الجنسية، ولد في العاشر من سبتمبر 1797 في مدينة كالمار في السويد، وتوفي في الخامس عشر من أكتوبر 1858 في مقاطعة ستوكهولم، اشتهر بسبب اكتشافه للعناصر: لانثانوم، إربيوم، تيربيوم، إضافةً لأبحاثه في الأكاسيد الأرضية.

## السيرة
أخذ تعليمه في كالمار، حتى انتقل مع والدته إلى ستوكهولم في الثانية عشر من عمره، ودرس الصيدلة والطب هناك، وكان جو جاكوب بيرزيليس أستاذه في الكيمياء أثناء دراسته الطب، وتخرج مع درجة الماجستير في الجراحة في عام 1824، عمل في تدريس الكيمياء في معهد، وعمل كمساعد في متحف التاريخ الطبيعي السويدي، وفي عام 1836 نجح كأستاذ في الكيمياء والصيدلة في معهد كارولنسكا، واكتشف اللانثانوم في 1839.
كان محسوباً على برزيليوس وقد تقاربا معاً، فزوجته كانت تعلّم برزيليوس اللغة الهولندية. وكان هو يعلّم موساندر الكيمياء. وقد بين موساندر العام 1839 أن السيريا، أحد الأكاسيد الأرضية التي فصلها برزيليوس، كانت في الحقيقة خليطاً من نوعين من من الأكاسيد الأرضية. فأطلق على المكون الأصفر اسم «لانثانا»، من الإغريقية بمعنى «الذي يهرب من الملاحظة»، ثم بين أن هذا المكون أيضاً خليط مع أكسيد أرضي آخر أطلق عليه «ديميا» من الإغريقية أيضاً، بمعنى «التوأم»، وقد تمكن مع ذلك كيميائي آخر أن يفصل مكونين آخرين من الديميا هما براسيوديميا ونيوديميا، كما فصل موساندر كذلك الأكسيد إيتريا وهو أكسيد أرضي كان يعتقد أنه أكسيد نقي إلى ثلاثة مكونات: إيتريا، إربيا، تيربيا.
أنتخب موساندر عضواً في الأكاديمية الملكية السويدية للعلوم في 1833.